# Produkční funkce
Produkční funkce v ekonomické teorii označuje vztah mezi velikostí vstupů (výrobních faktorů) a velikostí výstupu, který firma produkuje. Protože předpokládáme racionálně jednající subjekt (firmu), vyjadřuje produkční funkce maximální objem výstupů, který lze s danými vstupy vytvořit. Produkční funkce v sobě neobsahuje cenu za služby výrobních faktorů, pouze vyjadřuje, s jakými vstupy je firma schopna vytvořit jaké výstupy.
Produkční funkce se používá v mikroekonomii pro popis chování firmy (teorie firmy) nebo v makroekonomii, kde je základem pro poptávkovou stranu trhu práce.

## Zápis produkční funkce
Obecně lze produkční funkci zapsat jako {\displaystyle Q=f(X_{0},X_{1},...X_{n})}, kde {\displaystyle X_{0},X_{1},...X_{n}} jsou výrobní faktory, resp. vstupy (práce, kapitál, materiály, know-how, …).
Pro potřeby ekonomické analýzy se však produkční funkce zjednodušuje na závislost mezi velikostí práce (L – labour) a kapitálu (K). Tzn. Q = f(K, L)

## Délka období
Dále se rozlišují produkční funkce pro dlouhé a krátké období. Krátké období je definováno jako doba, ve které nelze změnit používané množství alespoň jednoho vstupu. V dlouhém období může pak firma měnit množství všech vstupů.
Pokud vezmeme v úvahu produkční funkci dvou vstupů v krátkém období, pak za proměnnou většinou bereme práci a produkční funkce má tedy tvar Q = f(L). Práce je nazývána variabilní výrobní faktor (lze měnit její množství), kapitál pak fixní výrobní faktor.

## Veličiny odvozené z produkční funkce
- Mezní produkt práce, Mezní produkt kapitálu – je definován jako derivace produkční funkce podle práce (kapitálu). Určuje, o kolik jednotek se změní výstup, když se změní množství práce (kapitálu) o jednotku
- Průměrný produkt práce, Průměrný produkt kapitálu – je definován jako podíl produkční funkce počtem jednotek práce (kapitálu). Určuje, kolik průměrně jednotek výstupu vytvoří jedna jednotka práce (kapitálu)

## Produkční funkce v dlouhém období
V dlouhém období může podnik či firma měnit všechny výrobní faktory a náklady. Firma není omezena výkonností již zavedených výrobních kapacit. Za nové výrobní kapacity si můžeme představit, že firma může zavést výkonnější a novější stroje či vybudovat nové provozovny, sklady a zavést další výrobní linky. V tomto období se všechny výrobní faktory stávají variabilní oproti v krátkém období, kde se výrobní faktory dělí na variabilní a fixní náklady. 
Dalším významných rozdílem mezi krátkým a dlouhým období je, že v dlouhém období je neurčené množství výrobců a mohou kdykoliv vstupovat a opouštět trh, pokud je firma ve ztrátě či zisku. V dlouhém období se zisk bere jako zisk běžný. V krátkém období se firma stává monopolem a nemá konkurenci, a naopak v dlouhém období je firma ohrožená možnou konkurencí.

### Analýza
Klasický přístup předpokládá formální podobu produkční funkce ve tvaru Q = f(F1, F2, …, Fn).
V dlouhém období můžeme variabilní výrobní vstupy, které se dělí na kapitál (značíme písmenem K) a práci (značíme písmenem L) zapsat dlouhodobou produkční funkcí ve tvaru Q = f(L,K). Pomocí izokvantové analýzy můžeme graficky znázornit produkční funkci v dlouhém období. Pro analýzu je potřebná izokvanta a izokosta.

#### Izokvanta

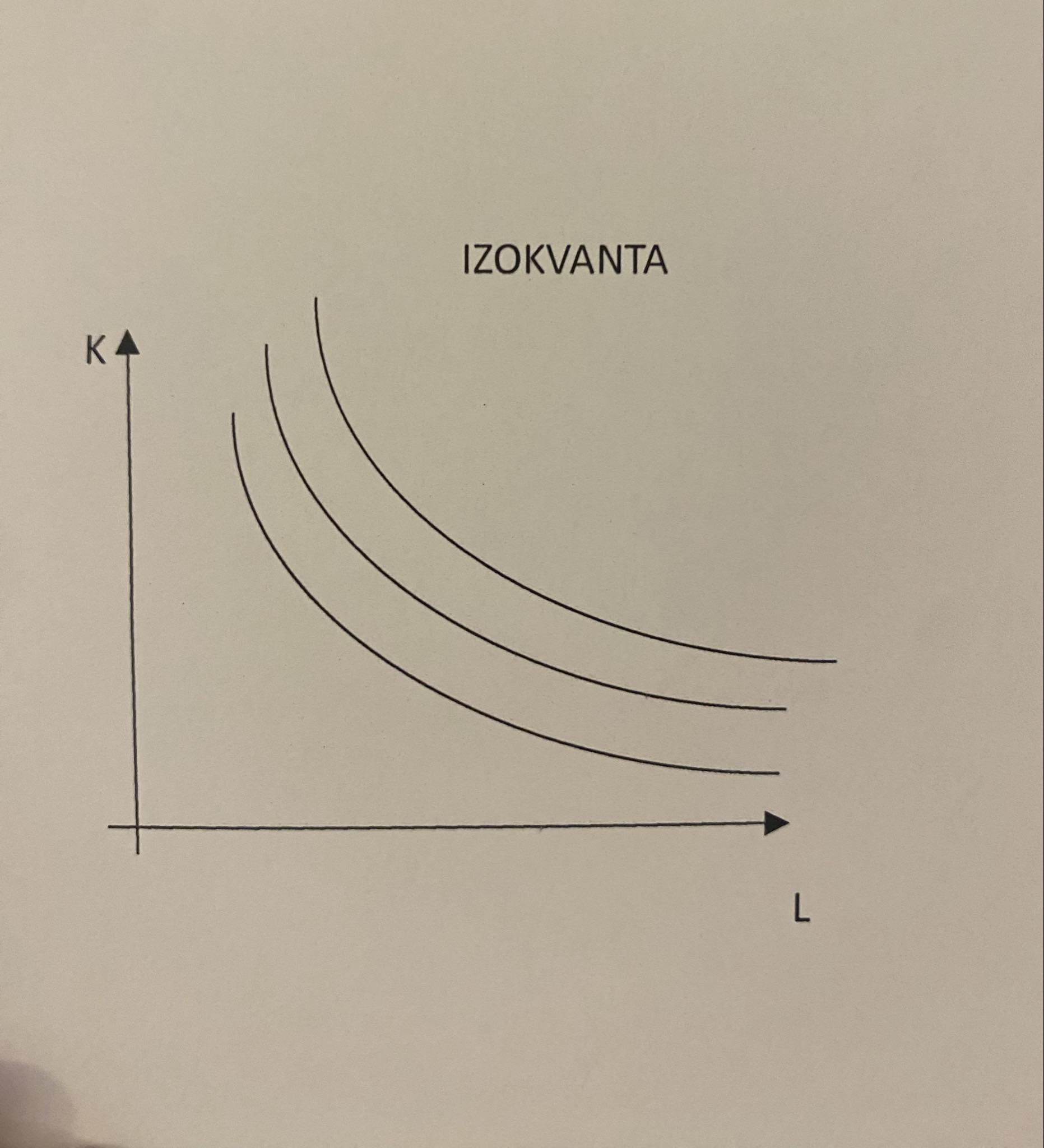
Izokvanta (K – kapitál, L – práce)

Izokvanta je kombinace vstupu kapitálu a práce při nichž je vyrobeno stejné množství produkce. Podle vzdálenosti izokvanty od počátku, tím větší je objem produkce. Rostoucí objem produkce při rostoucím množství výrobních faktorů můžeme zakreslit jako mapu izokvant.

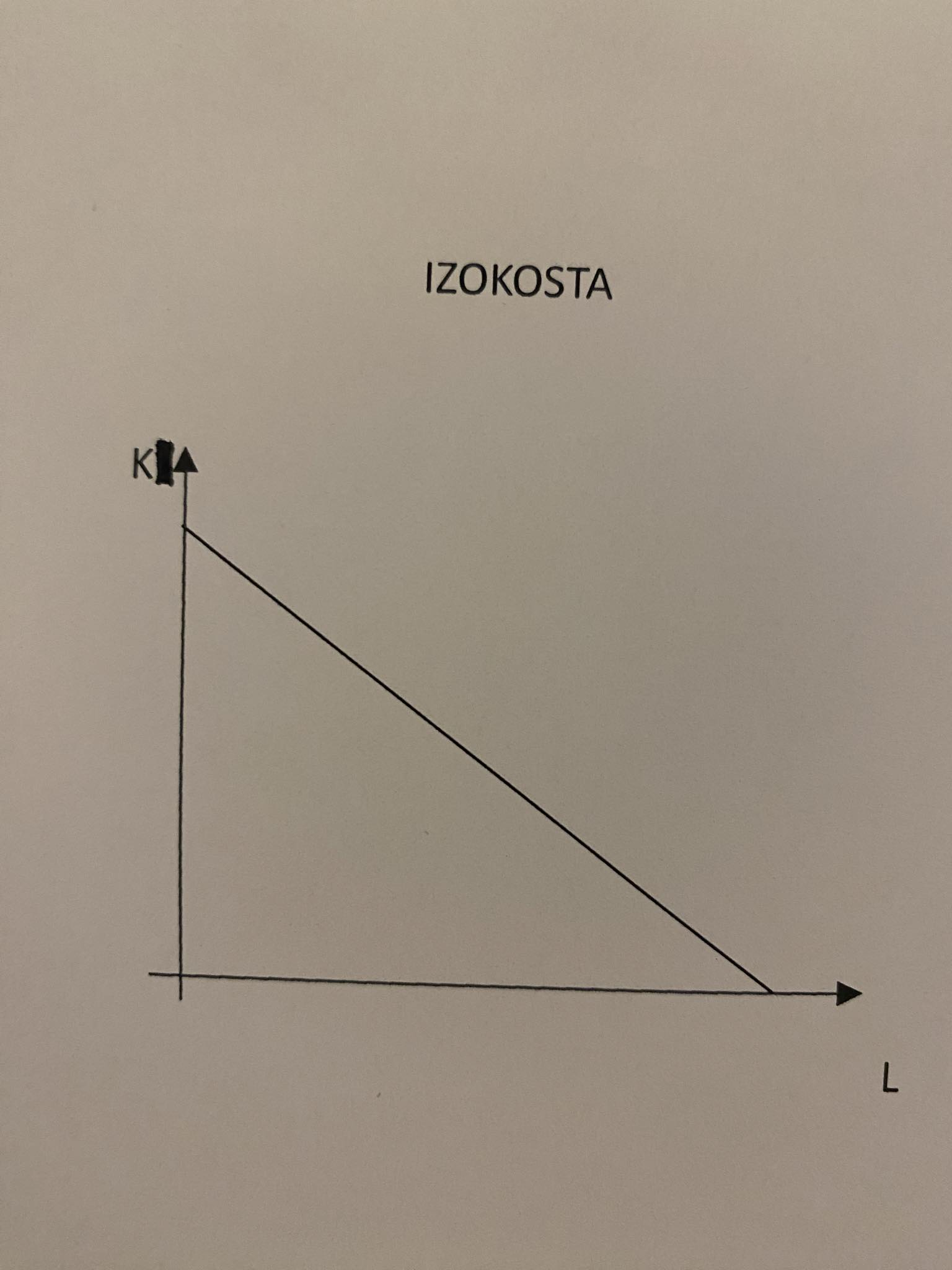
Izokosta (K – kapitál, L – práce)

#### Izokosta
Izokosta znázorňuje možné kombinace práce a kapitálu, které jsou dostupné vzhledem k celkovým nákladům a k jejich cenám. Jakýkoliv body, který se objeví na izokostě tak vyjadřují různé možné kombinace výrobních faktorů, a to jak kapitálu, tak práce. Rovnice přímky izokosty lze zapsat tímto způsobem:
{\displaystyle TC=P_{L}\cdot L+P_{K}\cdot K},
kde TC znamenají celkové náklady, PL je cena práce, L je množství práce, Pk je cena kapitálu, K je množství kapitálu.
K izokostě potřebujeme vždy znát takzvaně její sklon neboli její směrnici. To znamená, že firma může nahrazovat jeden výrobní faktor za druhý, aniž by se firmě změnila výše jejich celkových nákladů. Na izokostu má vliv, jak změna cen výrobních faktorů, který určují sklon, tak i změna výše celkových nákladů. Změna celkových nákladů pak vyvolá posun celé křivky.
Můžeme ji zapsat:
Změna K/Změna L = PL/PK

#### Ovlivňování produkční funkce v dlouhém období
Vzájemného nahrazování práce a kapitálu, při němž se objem produkce nezmění nazýváme Mezní míra technické substituce kapitálu prací (Marginal Rate of Technical Substitution, MRTS). Míra jednoho výrobního faktoru se snižuje a další faktor se zvyšuje, zatímco úroveň výstupu je udržována. Je-li využití vstupů optimální, mezní míra technické substituce se rovná nákladům na vstupy.
Další faktor, co ovlivňuje dlouhodobou produkční funkci jsou takzvaně výnosy z rozsahu. Tyto výnosy vysvětlují souvislost mezi změnou vstupů, která následně vyvolá změnu výstupu.
Výnosy se dělí do 3 skupin, které jsou následné:
1. Konstantní výnosy z rozsahu – změna výše všech vstupů vyvolá stejnou velkou změnu všech výstupů
2. Klesající výnosy z rozsahu – změna výše všech vstupů vyvolá nižší změnu všech výstupů
3. Rostoucí výnosy z rozsahu – změna výše všech výstupů vede k vyšší změně všech výstupů

Při dlouhodobé produkční funkce je možné, že tyto výnosy nemusí platit po celé období a můžou se průběžně měnit.

### Nákladové optimum
Za pomocí izoproduktové analýzy můžeme najít takzvaně nákladové optimum. V praxi nákladové optimum hledá optimální kombinace výrobních vstupů, neboli hledá maximální objem produkce, který podnik je schopný vyrobit za určité finanční omezení.
Nákladové optimum firmy se nachází v místě, kde se izokvanta dotýká izokosty. Nastává situace, v níž poslední peněžní jednotka, která je vynaložena na vstup kapitálu, firmě přinese stejný nárůst produkce jako poslední peněžní jednotka vynaložená na vstup práce. Tato situace nastává i v opačném případě. V tomto bodě se nachází nejlepší kombinace vstupů a firma, tak nemá potřebu měnit tuto kombinaci.